# Розарій (квітник)

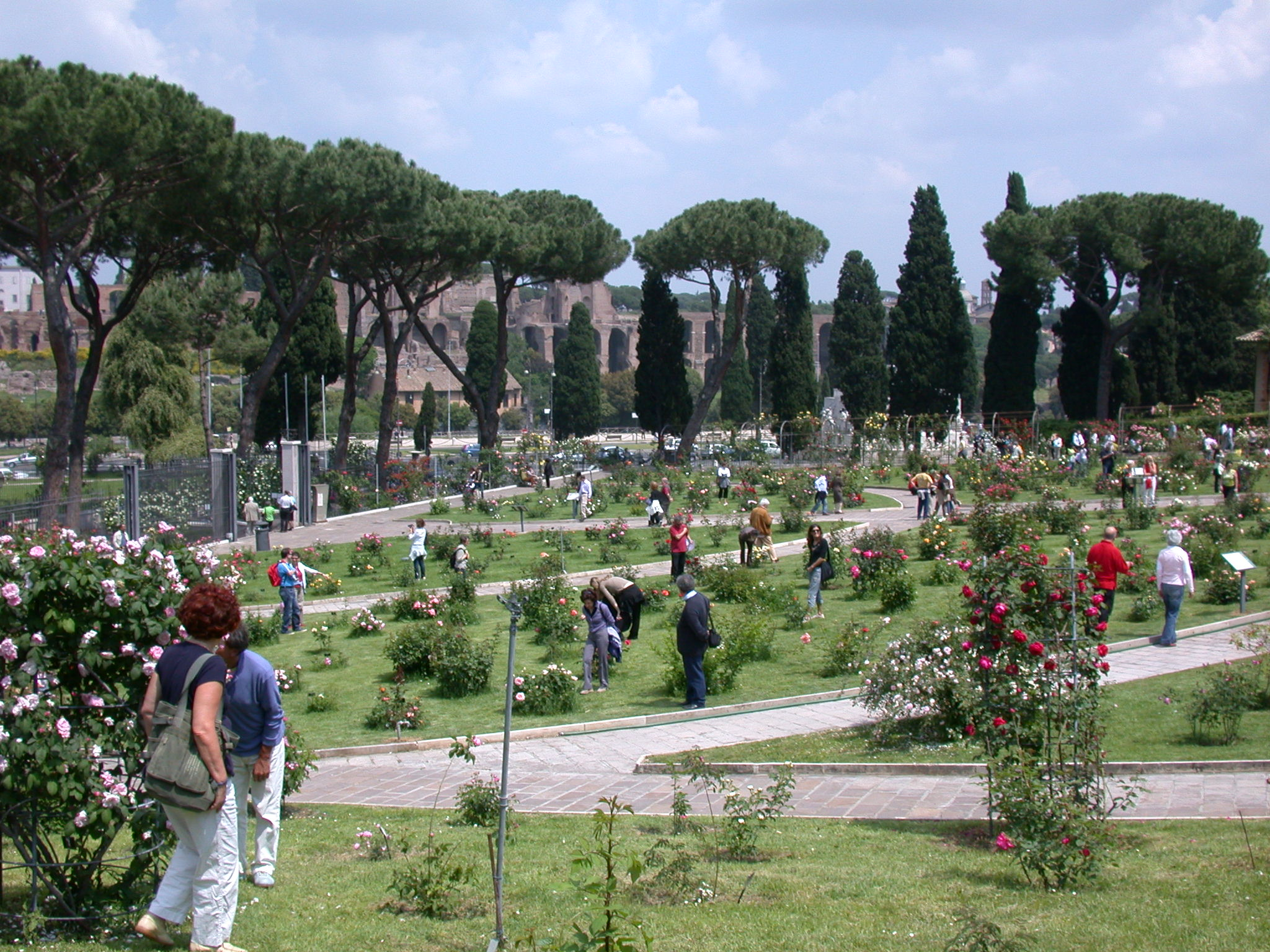
Розарій у Римі

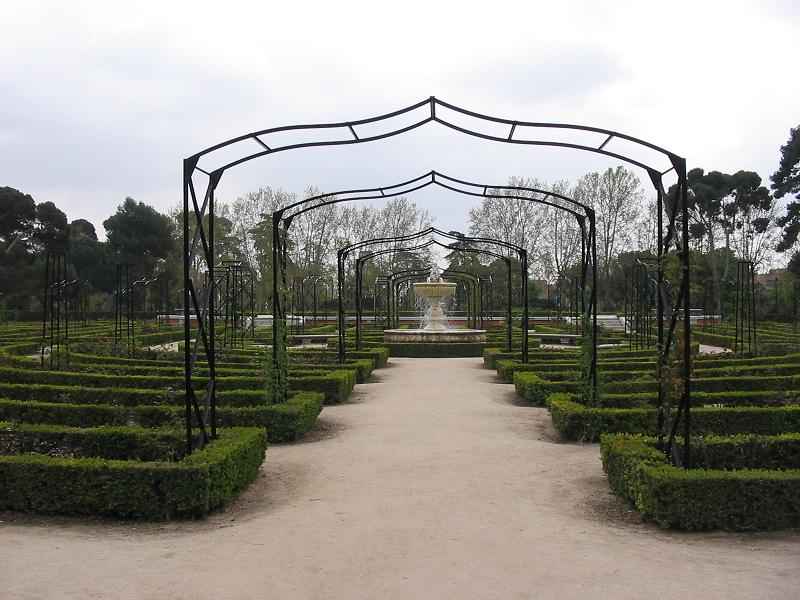
Розарій у Мадриді

Роза́рій — квітник, складений з різних сортів і груп троянд. Незважаючи на сортову різноманітність, всі троянди достатньо примхливі й вимагають укриття на зиму, тому зручніше виконати посадку на одній ділянці, яка повністю ховатиметься на зиму. Для розарію вибирають тепле, сонячне місце з дренованим ґрунтом, бажано в парадній частині саду.

## Історія
Селекцією троянд займалися в Китаї ще понад 1000 років тому, та першим розарієм в сучасному розумінні став трояндовий сад французької імператриці Жозефіни Богарне в Мальмезоні, Франція, який вона утримувала в 1799–1814 роках. Жозефіна запросила на службу талановитих садівників та закуповувала нові сорти троянд та інших рослин, фінансуючи для цього спеціальні експедиції. Коли в 1814 році вона померла, в розарії нараховувалося 250 сортів троянд. Існують свідчення, що імператорські «мисливці за рослинами» запровадили у Франції ще 200 сортів інших рослин, зокрема таку поширену сьогодні квітку, як жоржина.